# Óscar Vásquez Alva
Óscar Bernabé Vásquez Alva (Trujillo, 7 de noviembre de 1965) es un agrónomo y político peruano. Fue alcalde del distrito de Campoverde entre 1999 y 2002.
Hijo de Bernabé Vásquez Díaz e Irma Isabel Alva Lezcano. Cursó sus estudios primarios y secundarios en su ciudad natal. Entre 1984 y 1992 cursó estudios superiores de agronomía en la Universidad Nacional Agraria de la Selva en Tingo María.
Su primera participación política se dio en las elecciones municipales de 1998 en las que fue elegido alcalde del distrito de Campoverde por el Movimiento Independiente Pucallpa 2000. En las elecciones generales del 2001 tentó su elección como congresista por Ucayali por el Partido Renacimiento Andino sin éxito. Luego, en las elecciones municipales del 2006 y del 2010 tentó sin éxito su reelección como alcalde distrital de Campoverde por el movimiento fujimorista Sí Cumple y por el movimiento independiente Esfuerzo Unidos. Participó en las elecciones regionales del 2014 como candidato a presidente del Gobierno Regional de Ucayali por Fuerza Popular sin obtener la elección.